# Oregoni kőris
Az oregoni kőris (Fraxinus latifolia) az ajakosvirágúak (Lamiales) rendjébe, ezen belül az olajfafélék (Oleaceae) családjába tartozó faj.

## Előfordulása
Az oregoni kőris eredeti előfordulási területe a Cascade-hegység nyugati oldalán van, a kanadai Brit Columbia délnyugati részétől, délre Nyugat-Washingtonig és Nyugat-Oregonig, egészen Kalifornia északi és középső részéig, azaz a Sierra Nevada hegységrendszerig.

## Megjelenése
Ez a kőrisfaj akár 25 méter magasra is megnőhet. Törzse 30-80 centiméter átmérőjű. A keresztben átellenesen ülő levelei szárnyasan összetettek, 5-9 szárnylevélkével; 12-33 centiméter hosszúak; egy-egy szárnylevélke 6-12 centiméter hosszú és 3-4 centiméter széles; oválisak. Még az egészséges leveleken is látszanak a barnás színű levélbetegségek. Az oregoni kőris lombhullató fafaj. A termése szárnyas; a szárnyakkal együtt 3-5 centiméter széles.

## Életmódja
Ez a fa a nedves és laza talajokat kedveli. A tengerszinttől egészen 900 méter magasságig nő; néha 1700 méteres magasságban is fellelhető. Kalifornia középső részén a rokon Fraxinus velutina nevű fával társul; ez utóbbi kőrisfaj főleg arizonai elterjedésű.

## Képek

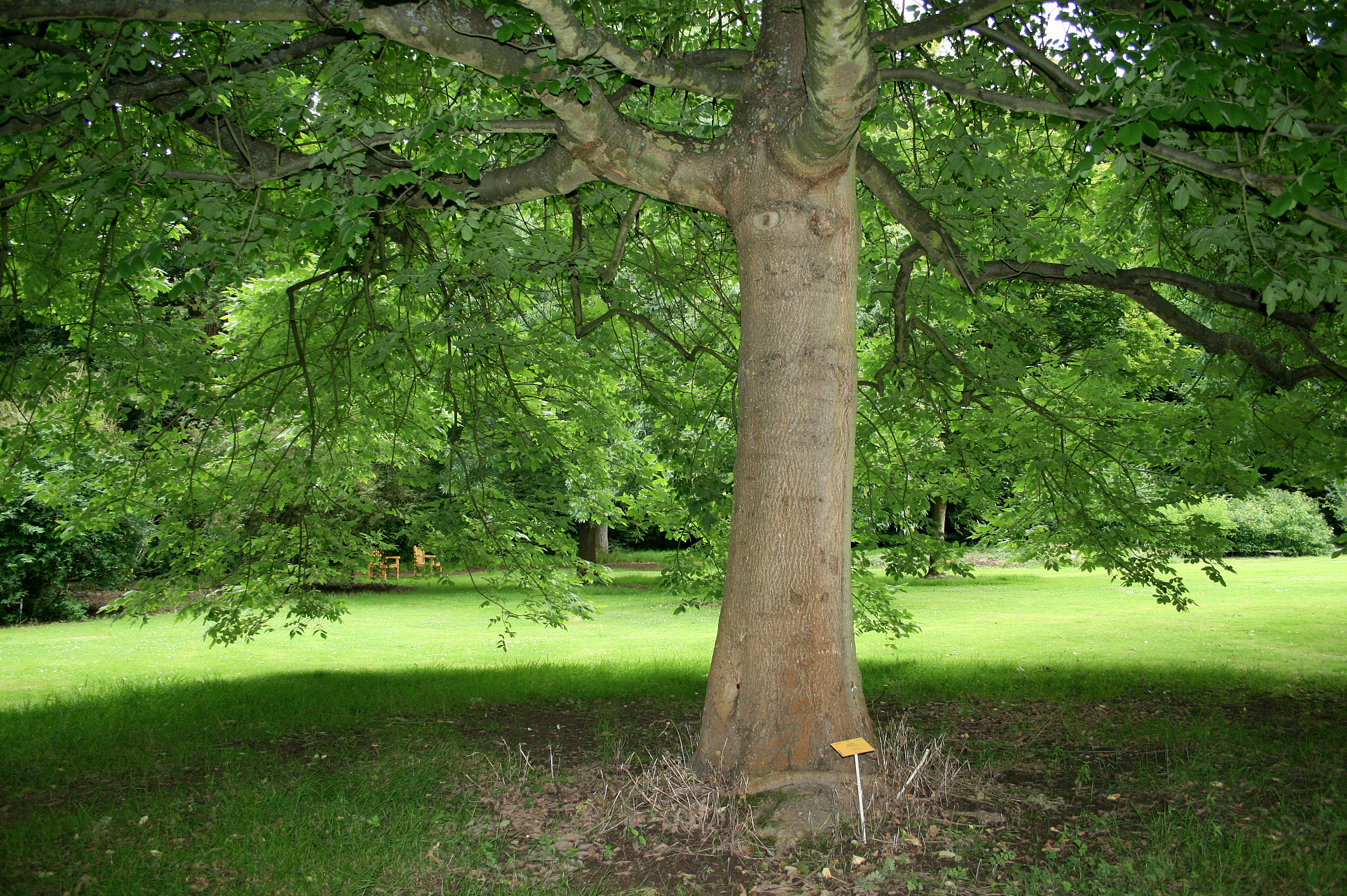
A törzse,
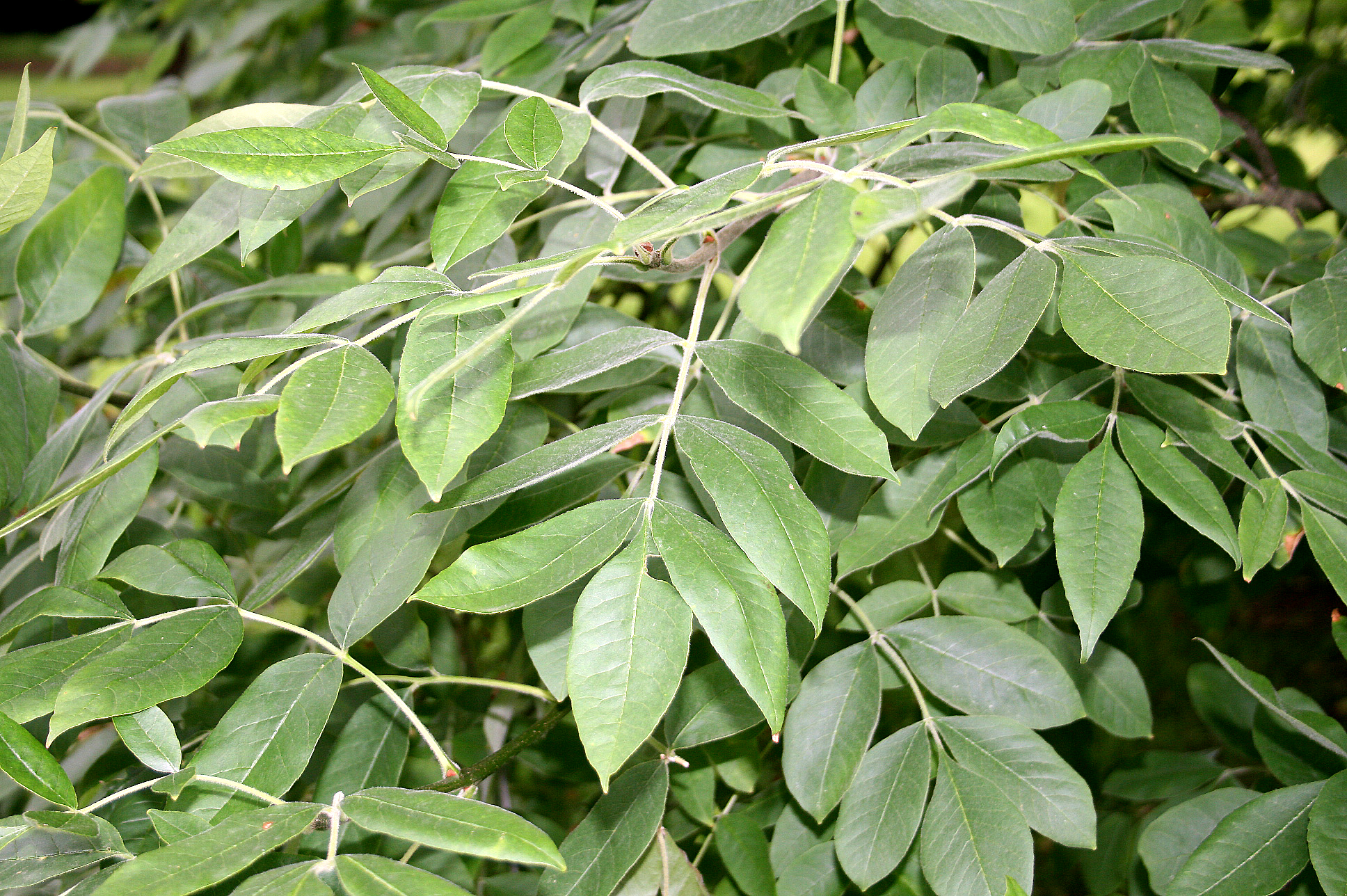
levelei
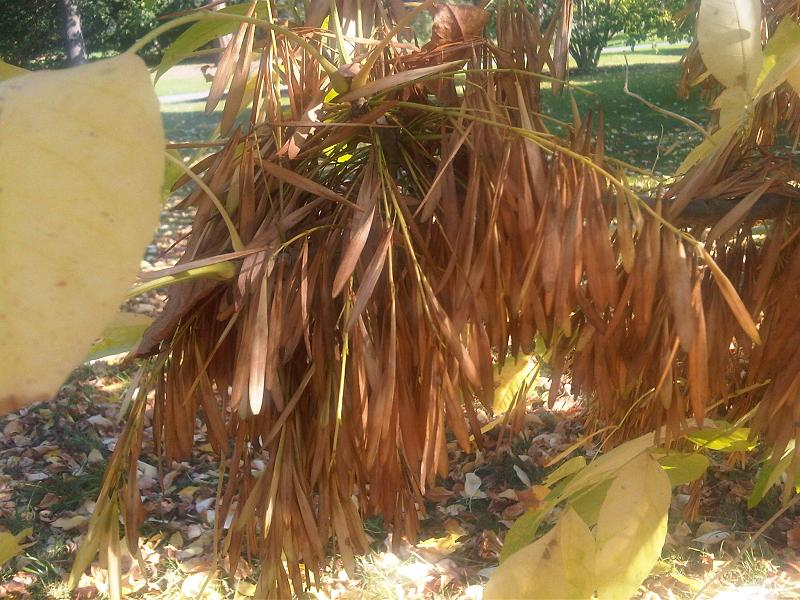
és termései
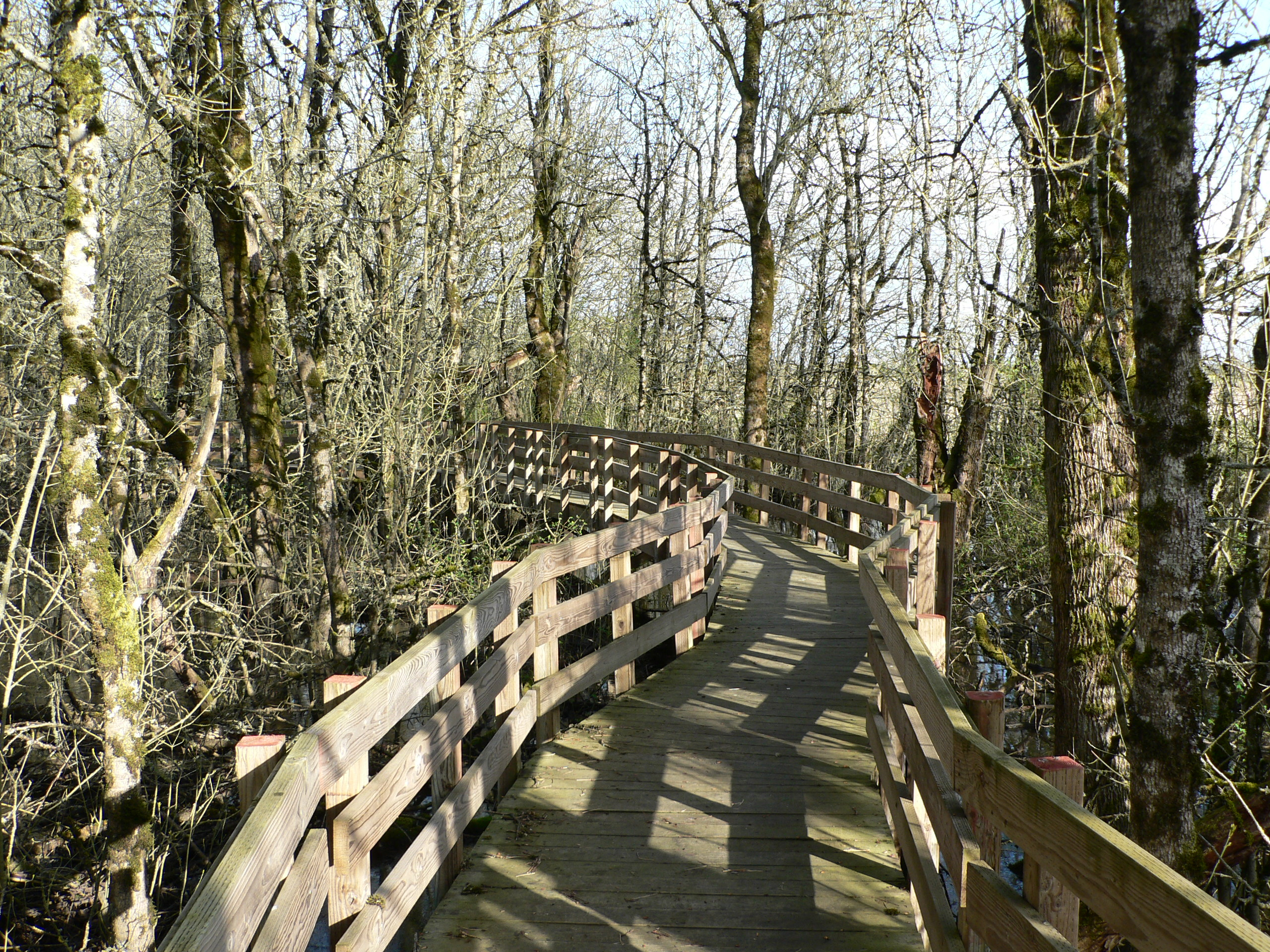
Erdőt alkotva

## Fordítás
- Ez a szócikk részben vagy egészben  a   Fraxinus latifolia című angol Wikipédia-szócikk ezen változatának fordításán alapul.  Az eredeti cikk szerkesztőit annak laptörténete sorolja fel. Ez a jelzés csupán a megfogalmazás eredetét és a szerzői jogokat jelzi, nem szolgál a cikkben szereplő információk forrásmegjelöléseként.